# アルテミスブルー
『アルテミスブルー』は、2011年2月24日にあっぷりけ -妹-より発売されたWindows用アダルトゲームである。公式サイトでは「ハートフル・ライトSFコメディ」と表現している。

## 概要
あっぷりけ -妹-の第3作目であるが、同ブランドは2012年5月にあかべぇそふとすりぃに統廃合された。同年7月に同ブランドより発売された『創世奇譚アエリアル』の特典として、18禁要素を除いた特典版が同梱された。
企画・シナリオを担当した井上啓二は、1983年のアメリカ映画『ライトスタッフ』や日本のテレビアニメ『プラネテス』から影響を受けたとブログで発言している。

## 登場人物
田島 ハル（たじま はる）
声 - 小倉結衣
本編の主人公。19歳。高校卒業後、パイロットを目指しサンディエゴの航空学校に2年間留学、ライセンスを取得する。帰国後、第三新東京国際空港（通称：江戸湾ズ）にある久保航空運輸に面接、サブパイロット（料理兼任）として採用される。明るく真面目で、礼儀正しい努力家。物事にのめりこんだら周りが見えなくなる一面も。過去に男性と付き合った経験なし。江戸湾ズでの様々な出逢い・別れを通じて『大人』へと成長していく。自他共に認める江戸湾ズのムードメーカー。今日子という友達がいるらしいが、彼女については物語後半で語られる。
桂 桂馬（かつら けいま）
声 - こんつ
久保航空運輸の主任操縦士。37歳独身。『ライトスタッフ』の資質を持つだけあり操縦技術は一級品だが、口と女癖の悪さも一級品。過去の事故が元で心に深い傷を負っているらしい。
久保 亜希子（くぼ あきこ）
声 - 大波こなみ
久保航空運輸の取締役社長（兼経理担当）。33歳独身。イカロス計画の中止後に日本へ帰国、桂馬やJJと久保国航空輸を立ち上げる。性格は現実派のように見えて意外にも人情派。ハルや桂馬のよき理解者である。
ジョン・ジャック・リドレー
声 - 氷室省吾
通称 “JJ”。久保航空運輸の飛行艇整備担当。数々の技術特許を持ち、その特許料で数百億円もの資産があるらしい。真面目かつ非常に温厚な性格で、アメリカ時代にチームを組んでいた桂馬たちに対し友情の念を持つ。
マリア・デル・オルモ
声 - 渋谷ひめ
通称：マリア。ハルとは実年齢が近いせいもあり気が合うようで、お互いを親友と認め合っている。
アリソン・パトリシア・カーペンター
声 - 雪都さお梨
愛称：アリー。6歳の金髪少女。アメリカで母親と暮らしていたが、やがて母親が他界。生前母親から実の父親が桂馬だと聞かされ、桂馬を頼って来日。桂馬が母親のことを思い出すまでの間、江戸湾ズで暮らすことになる。当初は6歳の子供とは思えない程しっかりした大人びた物言いをしていたが、正式に暮らすようになってからは本来の活発で子供らしい性格を取り戻すようになった。大好きな物はカルピスとHERSHEYそしてハル。江戸湾ズのマスコット的キャラクター。
草間 しおり（くさま しおり）
声 - 芹園みや
江戸湾ズの夜の宴会場であるパンチョの店の常連客。
草間 さおり（くさま さおり）
声 - 芹園みや

星野 健夫 （ほしの たてお）
声 - 原田友貴
25歳独身。痴漢に遭っていたハルを電車内で助け、その縁をきっかけに彼女に交際を申し込む。南インド洋で建造中の宇宙エレベータ『ダイダロス01』の最初の搭乗者として、現在『ユーリ・アルツターノフ基地』にて特訓に励んでいる。
サラ・ラヴェル
声 - ひなき藍
アイルランド系アメリカ人で、建夫の上司。現在宇宙エレベータ『ダイダロス01』の立ち上げのため多忙な日々を過ごす。

## スタッフ
- 原画 - 浅海朝美 /桃飴こもも（SD原画）
- 企画・シナリオ - 井上啓二
- 音楽 - Miyaji
- ディレクション - 眼間成珠
- メカニックデザイン - ikki
- ムービー - 神月社

## 主題歌
オープニングテーマ「Artemis Blue」
作詞 - wight / 作曲・編曲 - syow / 歌 - Barbarian On The Groovefeat.真理絵
2nd オープニングテーマ「Universalia」
作詞・作曲・編曲 - wight / 歌 - Barbarian On The Groovefeat.霜月はるか
エンディングテーマ「昨日・今日・明日」
作詞 - wight / 作曲/編曲 - mo2 / 歌 - Barbarian On The Groovefeat.古都美珠